# François Anthoine
François Anthoine, francoski general, * 28. februar 1860, † 25. december 1944.

## Življenjepis
24. septembra 1911 je postal član državnega tehniškega komiteja; na tem položaju je bil do 2. avgusta 1914, ko je postal načelnik štaba 2. armade. Pozneje je prevzel poveljstva več enotam: 20. pehotna divizija (8. oktober 1914), 10. korpus (10. september 1915), 4. armada (25. marec 1917) in  1. armada (15. junij 1917). 23. decembra 1917 je bil imenovan za višjega generala za armade severa in severovzhoda; na tem položaju je bil vse do 5. julija 1918. Nato je bil 31. oktobra 1918 imenovan za generalnega inšpektorja del v vojnem območju in 28. decembra 1920 za generalnega poveljnika enot vojnih ujetnikov na osvobojenih področjih. 
Upokojen je bil 16. junija 1921.

## Napredovanja
- podporočnik (Sous-lieutenant): 1881
- poročnik (Lieutenant): 1883
- stotnik (Capitaine): 1889
- polkovnik (Colonel): 1908
- brigadni general (Général de brigade): 28. december 1913
- divizijski general (Général de division): 9. oktober 1914 (začasni), 25. november 1915 (stalni)